# Wally Ursuliak
Wally Ursuliak (30 giugno 1929 – 7 marzo 2025) è stato un giocatore di curling canadese.

## Biografia
Vinse l'edizione dei campionati mondiali di curling nel 1961 con Ray Werner, Vic Raymer e Hector Gervais.
Nell'edizione la medaglia d'argento andò alla Scozia mentre quella di bronzo alla statunitense.